# Korinna
Korinna z Tanagry, Korynna (gr. Κόριννα, łac. Corinna, druga połowa VI w. p.n.e.) – starogrecka liryczna poetka beocka. 

## Życie i twórczość
Autorka pieśni religijnych, miłosnych, parteniów i epigramatów. Cechował ją prosty styl; pisała w dialekcie beockim, wykorzystując tematy mitologiczne o bohaterach Beocji. Z jej twórczości zawartej w 5 księgach przetrwały nieliczne fragmenty (110 wersów), odkryte m.in. w papirusach na początku XX stulecia. Najdłuższe z zachowanych pieśni mówią o rywalizacji śpiewaczej gór Kitajron i Helikon oraz o porwanych przez bogów córkach bóstwa rzecznego Asoposa. 
Legendarna tradycja łączy ją z Pindarem, którego podobno uczyła reguł komponowania pieśni, a później rywalizowała z nim w agonach poetyckich, pokonując pięciokrotnie. Miała go również krytykować za włączanie w jeden utwór zbyt wielu opowieści mitycznych, w związku z czym powstało przysłowiowe powiedzenie Trzeba siać ręką, nie workiem, zalecające umiar w stosowaniu środków poetyckich.
Jako poetka miała jedynie znaczenie lokalne. Choć cytowana jeszcze w czasach rzymskich, nie wywarła wpływu na późniejszą literaturę. Historycy oceniają jej walory literackie niżej w porównaniu z Safoną lub Pindarem.  
W Polsce tłumaczona i wydawana przez Jerzego Danielewicza i Wiktora Steffena.
W literaturze nowożytnej jej imię per analogiam nadano pięknej i genialnej poetce włoskiej, bohaterce romantycznej powieści pani de Staël Korynna, czyli Włochy (1807).

## Literatura dodatkowa
- Lidia Winniczuk: Twórczość poetek greckich. Warszawa: PWN, 1956, s. 67-91